# Bloedrode zeester
De bloedrode zeester (Henricia sanguinolenta) is een zeester uit de familie Echinasteridae. De wetenschappelijke naam van de soort werd in 1776 gepubliceerd als Asterias sanguinolenta door Otto Friedrich Müller, later overgebracht naar het geslacht Henricia.

## Beschrijving
De bloedrode zeester is een stijve stijve zeester met een schuurpapierachtige textuur aan het dorsale oppervlak. De lichaamskleur is roodoranje tot rood, waaraan de Nederlandstalige naam te danken is. Ook de wetenschappelijke soortnaam verwijst hiernaar; sanguinolentus betekent 'bloedrood'. Het onderscheidt zich alleen van andere soorten, waaronder de bloedzeester (H. oculata), door de zeer fijne rugstekels die 3-6 glazige punten hebben. Meestal ongeveer 12 cm breed.
De bloedrode zeester kent een vorm van broedzorg waarbij de larven door het moederdier worden beschermd tot ze zijn ontwikkeld.

## Verspreiding en leefgebied
De bloedrode zeester wordt gevonden in de Noord-Atlantische Oceaan en de Noord-Pacifische oceanen. De zeester is te zien op het strand, onder rotsen, in getijdenpoelen (indien beschikbaar) en op grind. De aquatische biotopen zijn de kust- en bentische zones. De zeester wordt bijna altijd gevonden in de buurt van sponzen en koraal vanwege de stroming die ze creëren, waardoor het voor de zeester gemakkelijker wordt om voedsel te filteren. De bloedrode zeester wordt gevonden op diepten van 0 tot 2414 meter.

## Voedsel
Henricia sanguinolenta is een planktivoor en carnivoor. Het is een filtervoeder die zich voedt zich met detritus en plankton dat in het water drijft en maakt gebruik van stromingen van sponzen of koraal om dit proces te vergemakkelijken. Ook voedt het zich met plankton, sponsweefsel, zakpijpen en andere ongewervelde dieren. Zelf wordt deze zeester gegeten door gewervelde dieren.